# Збірна Тунісу з футболу
Збірна Тунісу з футболу (араб. منتخب تونس لكرة القدم) — футбольна збірна, яка представляє Туніс у міжнародних матчах і на турнірах з футболу. Контролюється Федерацією футболу Тунісу.
Станом на 3 квітня 2025 посідає 49-e місце у рейтингу футбольних збірних світу.

## Історія

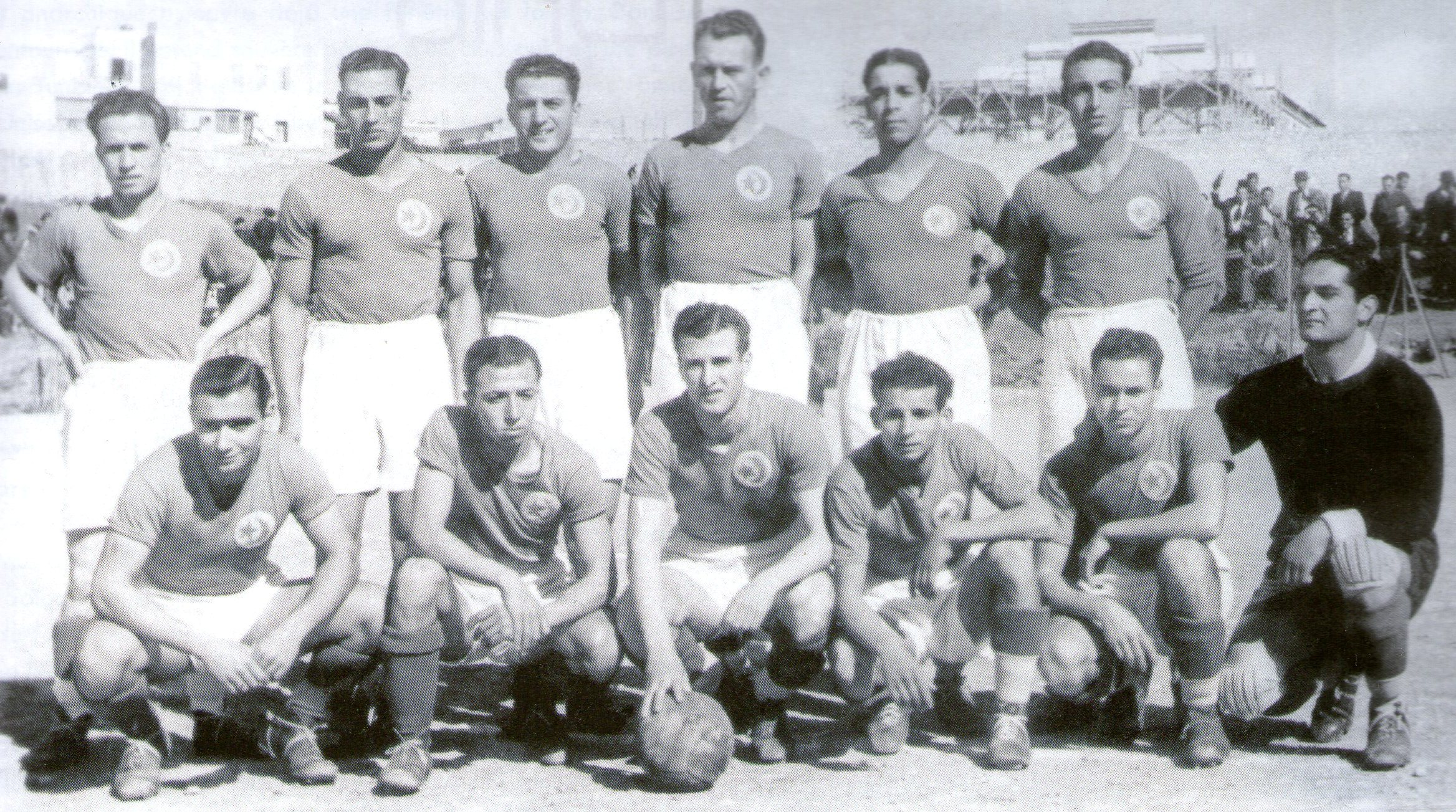
Збірна Тунісу у 1939 році

### Рання історія
Ще до здобуття незалежності, з 1928 року почала збиратись збірна Тунісу, яка проводила товариські матчі проти регіональних або національних збірних.
1957 року, відразу після проголошення незалежності Тунісу, була створена Федерація футболу Тунісу і вже 25 червня 1957 року була проведена перша офіційна гра проти збірної Алжиру, яка ще не була незалежною державою.
Незабаром після того, 24  липня 1960 року збірна Тунісу зазнала своєї найбільшої поразки від збірної Угорщини з рахунком 1:10, а менше ніж через місяць, 18  серпня, туніська команда здобула найбільшу досі перемогу — 8:1 проти збірної Тайваню.

### Стартові успіхи
Команда потрапила на перший же свій КАН у 1962 році. У півфіналі збірна Тунісу програла господарям збірній Ефіопії, в матчі за третє місце крупно обіграла збірну Уганду. Туніс потрапив і на наступний КАН-1963, проте зайняв там останнє місце в групі.

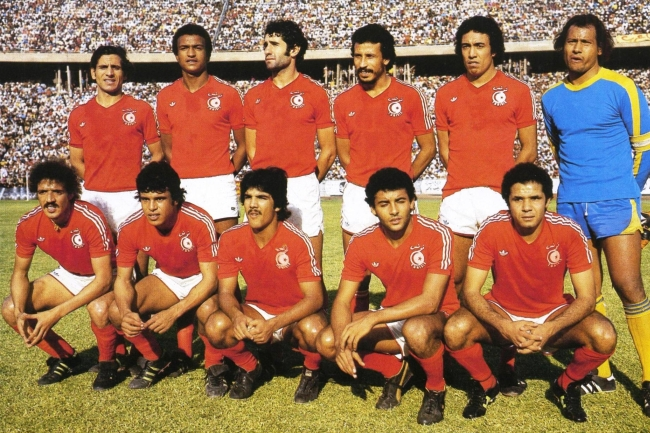
Збірна Тунісу на ЧС-1978

На домашньому чемпіонаті Африки 1965 року збірна дійшла до фіналу, де Туніс в додатковий час поступився збірній Гані, але вже на наступний чемпіонат збірна навіть не пробилася в перший раунд.

### Занепад
З початку 1970-х років збірна три рази пропустила кваліфікацію на КАН, а 1976 року хоч і взяла участь у кваліфікації, проте подолати її не змогла.
Новий підйом національної збірної відбувся в кінці 1970-х років, коли збірна вперше пробилася у фінальну частину чемпіонату світу в Аргентині. У першому ж своєму матчі на турнірі тунісці обіграли з рахунком 3:1 збірну Мексики. Це була історична перемога, оскільки стала першою на чемпіонатах світу для команд з Чорного континенту. У другому турі тунісці зазнали поразка з мінімальним рахунком (0:1) від збірної Польщі, а у третьому — здобули нічию з діючим чемпіоном світу збірною ФРН. Щоправда, цей результат не дозволив Тунісу пройти в стадію плей-офф, але африканська збірна змусила говорити про себе весь світ. Крім того, напередодні мундіалю Туніс зайняв 4 місце на кубку африканських націй.
Проте, з 1980-х років у збірної розпочався занепад — після того, як збірна пробилася до фінального раунду КАН у 1982 році, туніські футболісти 12 років не виступали на футбольних форумах. Лише 1994 року збірна Тунісу повернулась на КАН, де на домашньому турнірі вилетіла вже в першому раунді, але вже через два роки стала срібним призером Африки.

### Повернення на світову арену
Надалі збірна, набравши ходи, потрапила на три мундіалі постіль, проте ні в 1998 році у Франції, ні в 2002 році в Японії і Кореї «Орли Карфагена» не пройшли груповий етап, займаючи останні місця. На азійських полях тунісці запам'яталися головним чином своїми вусами, заслуживши прізвисько самої вусатої збірної світу. Не останню роль у невдачі Тунісу в Японії та Кореї відіграло рішення місцевої федерації футболу розірвати контракт з французьким тренером Анрі Мішелем. На світову першість команду повезли туніські фахівці, які особливих успіхів навіть на африканському рівні не домагалися.
Після японсько-корейської невдачі федерація футболу Тунісу запросила на посаду головного тренера француза Роже Лемера, який в 2000 році в ролі головного тренера «триколірних» виграв чемпіонат Європи. Саме при цьому наставнику збірна Тунісу досягла найбільшого успіху в своїй історії — у 2004 році команда виграла домашній Кубок Африки. Лемерр не тільки привернув до складу команди молодих і перспективних тунісців, а й зумів умовити пару перспективних бразильців прийняти туніське громадянство і почати виступи за футбольну збірну. Шансів коли-небудь зіграти за збірну Бразилії у них не було ніяких, а от у Тунісі вони стали зірками. Першопрохідці — натуралізовані бразильці Франсілеуду Сантус і Жозе Клейтон — стали ключовими фігурами на своїх позиціях відповідно в атаці і обороні. В переможному фіналі Кубка Африки проти Марокко саме ці два гравці стали головними дійовими особами. Форвард відкрив рахунок (і став найкращим бомбардиром турніру), а захисник може вважатися співавтором вирішального гола, оскільки Джазірі після його потужного удару, що припав в голкіпера, залишалося просто добити м'яч у порожні ворота.

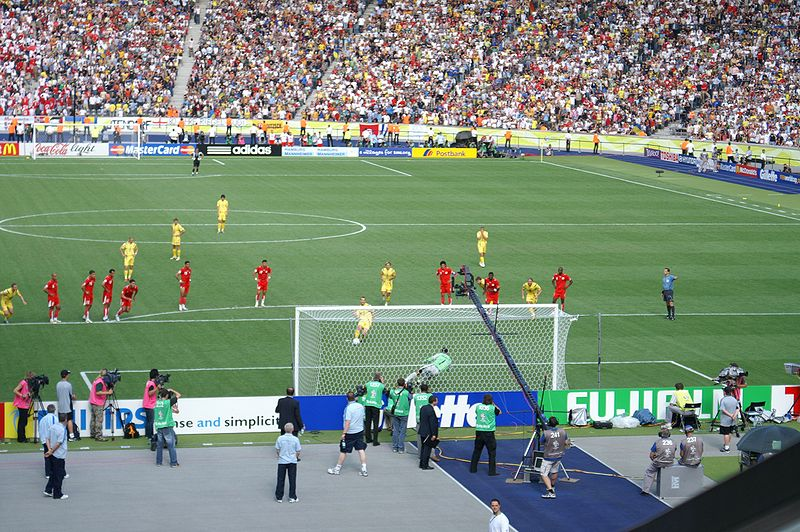
Збірна Тунісу у матчі проти збірної України на ЧС-2006

В тому ж 2005 році тунісці як чемпіони Африки взяли участь у розіграші Кубка конфедерацій 2005 року у Німеччині. Поступившись господарям — 0:3 і чемпіонам Південної Америки аргентинцям — 1:2 (при цьому африканці не реалізували пенальті), у матчі, який вже нічого не вирішував, тунісці святкували перемогу над збірною Австралії — 2:0.
Відбірний турнір до чемпіонату світу в Німеччині Туніс провів не найбільш видатним чином, але заповітну путівку завоював. Збірна потрапила в одну відбіркову групу з командами Марокко, Гвінеї, Кенії, Ботсвани і Малаві. Природно, чемпіони Африки вважалися беззаперечними фаворитами, але в перших чотирьох матчах домоглися тільки однієї перемоги при двох нічиїх і одній поразці. Невдала смуга була перервана в матчі з малавійцями, які були розгромлені з рахунком 7:0. Після цього збірна Тунісу провела ще кілька вражаючих ігор, але питання про поїздку до Німеччину не було зняте аж до останнього матчу. 7 листопада 2005 року Туніс приймав на своєму полі збірну Марокко. Господарів влаштовувала нічия, гостей — тільки перемога. Марокканці провели непоганий матч, двічі вели в рахунку, але клас команди Роже Лемерра виявився вище. Збірній Тунісу вдалося добитися нічиї 2:2 і вийти на ЧС-2006, де знову не змогла пройти груповий етап, здобувши лише одне очко.

### Наш час

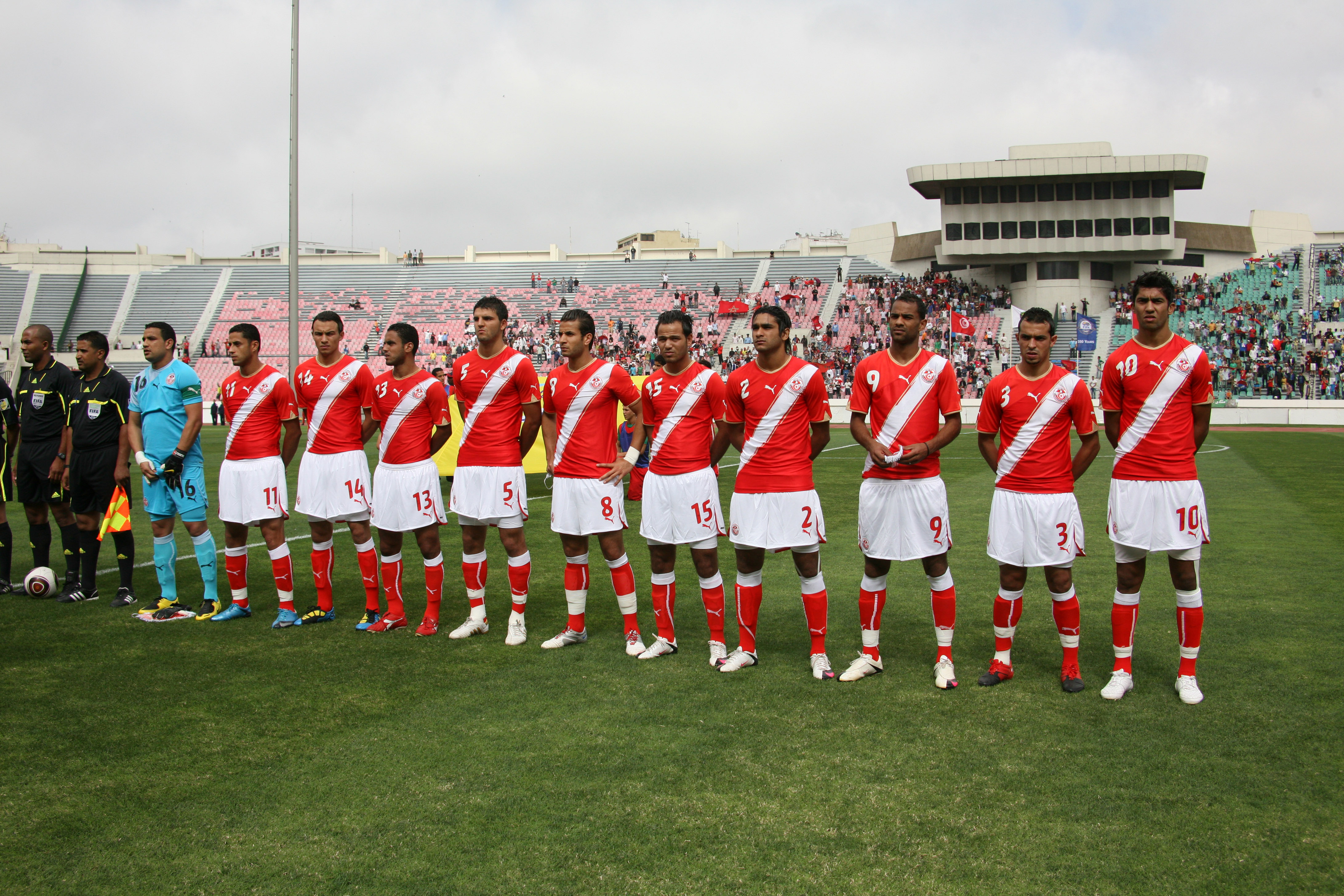
Збірна Тунісу у 2010 року

Після мундіалю збірна втратила ряд основних футболістів, а 2008 року пішов і Роже Лемер, тому наразі збірна втратила провідне місце в африканському футболі.
У жовтні 2022 року міністр молоді та спорту Тунісу Камель Дегіш заявив, що уряд країни може розпустити місцеву федерацію футболу. ФІФА ж випустила заяву у відповідь, в якій пригрозила вжити заходів у відповідь. Збірній загрожує дискваліфікація з чемпіонату світу 2022 з футболу в Катарі.

## Кубок світу
| Чемпіонат світу | Чемпіонат світу         | Чемпіонат світу         | Чемпіонат світу         | Чемпіонат світу         | Чемпіонат світу         | Чемпіонат світу         | Чемпіонат світу         | Чемпіонат світу         |                         | Кваліфікація           | Кваліфікація           | Кваліфікація           | Кваліфікація           | Кваліфікація           | Кваліфікація           |
| Рік             | Раунд                   | Місце                   | І                       | В                       | Н                       | П                       | М+                      | М-                      | І                       | В                      | Н                      | П                      | М+                     | М-                     |                        |
| --------------- | ----------------------- | ----------------------- | ----------------------- | ----------------------- | ----------------------- | ----------------------- | ----------------------- | ----------------------- | ----------------------- | ---------------------- | ---------------------- | ---------------------- | ---------------------- | ---------------------- | ---------------------- |
| 1930            | Були частиною Франції   | Були частиною Франції   | Були частиною Франції   | Були частиною Франції   | Були частиною Франції   | Були частиною Франції   | Були частиною Франції   | Були частиною Франції   | Були частиною Франції   | Були частиною Франції  | Були частиною Франції  | Були частиною Франції  | Були частиною Франції  | Були частиною Франції  | Були частиною Франції  |
| 1934            | Були частиною Франції   | Були частиною Франції   | Були частиною Франції   | Були частиною Франції   | Були частиною Франції   | Були частиною Франції   | Були частиною Франції   | Були частиною Франції   | Були частиною Франції   | Були частиною Франції  | Були частиною Франції  | Були частиною Франції  | Були частиною Франції  | Були частиною Франції  | Були частиною Франції  |
| 1938            | Були частиною Франції   | Були частиною Франції   | Були частиною Франції   | Були частиною Франції   | Були частиною Франції   | Були частиною Франції   | Були частиною Франції   | Були частиною Франції   | Були частиною Франції   | Були частиною Франції  | Були частиною Франції  | Були частиною Франції  | Були частиною Франції  | Були частиною Франції  | Були частиною Франції  |
| 1950            | Були частиною Франції   | Були частиною Франції   | Були частиною Франції   | Були частиною Франції   | Були частиною Франції   | Були частиною Франції   | Були частиною Франції   | Були частиною Франції   | Були частиною Франції   | Були частиною Франції  | Були частиною Франції  | Були частиною Франції  | Були частиною Франції  | Були частиною Франції  | Були частиною Франції  |
| 1954            | Були частиною Франції   | Були частиною Франції   | Були частиною Франції   | Були частиною Франції   | Були частиною Франції   | Були частиною Франції   | Були частиною Франції   | Були частиною Франції   | Були частиною Франції   | Були частиною Франції  | Були частиною Франції  | Були частиною Франції  | Були частиною Франції  | Були частиною Франції  | Були частиною Франції  |
| 1958            | Не брали участь         | Не брали участь         | Не брали участь         | Не брали участь         | Не брали участь         | Не брали участь         | Не брали участь         | Не брали участь         | Не брали участь         | Не брали участь        | Не брали участь        | Не брали участь        | Не брали участь        | Не брали участь        | Не брали участь        |
| 1962            | Не пройшли кваліфікацію | Не пройшли кваліфікацію | Не пройшли кваліфікацію | Не пройшли кваліфікацію | Не пройшли кваліфікацію | Не пройшли кваліфікацію | Не пройшли кваліфікацію | Не пройшли кваліфікацію | Не пройшли кваліфікацію | 3                      | 1                      | 1                      | 1                      | 4                      | 4                      |
| 1966            | Знялися з кваліфікації  | Знялися з кваліфікації  | Знялися з кваліфікації  | Знялися з кваліфікації  | Знялися з кваліфікації  | Знялися з кваліфікації  | Знялися з кваліфікації  | Знялися з кваліфікації  | Знялися з кваліфікації  | Знялися з кваліфікації | Знялися з кваліфікації | Знялися з кваліфікації | Знялися з кваліфікації | Знялися з кваліфікації | Знялися з кваліфікації |
| 1970            | Не пройшли кваліфікацію | Не пройшли кваліфікацію | Не пройшли кваліфікацію | Не пройшли кваліфікацію | Не пройшли кваліфікацію | Не пройшли кваліфікацію | Не пройшли кваліфікацію | Не пройшли кваліфікацію | Не пройшли кваліфікацію | 5                      | 1                      | 4                      | 0                      | 4                      | 3                      |
| 1974            | Не пройшли кваліфікацію | Не пройшли кваліфікацію | Не пройшли кваліфікацію | Не пройшли кваліфікацію | Не пройшли кваліфікацію | Не пройшли кваліфікацію | Не пройшли кваліфікацію | Не пройшли кваліфікацію | Не пройшли кваліфікацію | 4                      | 1                      | 1                      | 2                      | 5                      | 5                      |
| 1978            | груповий етап           | 9-те                    | 3                       | 1                       | 1                       | 1                       | 3                       | 2                       | 10                      | 4                      | 4                      | 2                      | 15                     | 9                      |                        |
| 1982            | Не пройшли кваліфікацію | Не пройшли кваліфікацію | Не пройшли кваліфікацію | Не пройшли кваліфікацію | Не пройшли кваліфікацію | Не пройшли кваліфікацію | Не пройшли кваліфікацію | Не пройшли кваліфікацію | Не пройшли кваліфікацію | 2                      | 1                      | 0                      | 1                      | 2                      | 2                      |
| 1986            | Не пройшли кваліфікацію | Не пройшли кваліфікацію | Не пройшли кваліфікацію | Не пройшли кваліфікацію | Не пройшли кваліфікацію | Не пройшли кваліфікацію | Не пройшли кваліфікацію | Не пройшли кваліфікацію | Не пройшли кваліфікацію | 8                      | 4                      | 0                      | 4                      | 11                     | 9                      |
| 1990            | Не пройшли кваліфікацію | Не пройшли кваліфікацію | Не пройшли кваліфікацію | Не пройшли кваліфікацію | Не пройшли кваліфікацію | Не пройшли кваліфікацію | Не пройшли кваліфікацію | Не пройшли кваліфікацію | Не пройшли кваліфікацію | 10                     | 4                      | 1                      | 5                      | 10                     | 11                     |
| 1994            | Не пройшли кваліфікацію | Не пройшли кваліфікацію | Не пройшли кваліфікацію | Не пройшли кваліфікацію | Не пройшли кваліфікацію | Не пройшли кваліфікацію | Не пройшли кваліфікацію | Не пройшли кваліфікацію | Не пройшли кваліфікацію | 6                      | 3                      | 3                      | 0                      | 14                     | 2                      |
| 1998            | груповий етап           | 26-те                   | 3                       | 0                       | 1                       | 2                       | 1                       | 4                       | 8                       | 7                      | 1                      | 0                      | 15                     | 2                      |                        |
| 2002            | груповий етап           | 29-те                   | 3                       | 0                       | 1                       | 2                       | 1                       | 5                       | 10                      | 8                      | 2                      | 0                      | 28                     | 5                      |                        |
| 2006            | груповий етап           | 24-те                   | 3                       | 0                       | 1                       | 2                       | 3                       | 6                       | 10                      | 6                      | 3                      | 1                      | 25                     | 9                      |                        |
| 2010            | Не пройшли кваліфікацію | Не пройшли кваліфікацію | Не пройшли кваліфікацію | Не пройшли кваліфікацію | Не пройшли кваліфікацію | Не пройшли кваліфікацію | Не пройшли кваліфікацію | Не пройшли кваліфікацію | Не пройшли кваліфікацію | 12                     | 7                      | 3                      | 2                      | 18                     | 7                      |
| 2014            | Не пройшли кваліфікацію | Не пройшли кваліфікацію | Не пройшли кваліфікацію | Не пройшли кваліфікацію | Не пройшли кваліфікацію | Не пройшли кваліфікацію | Не пройшли кваліфікацію | Не пройшли кваліфікацію | Не пройшли кваліфікацію | 8                      | 4                      | 3                      | 1                      | 14                     | 10                     |
| 2018            | груповий етап           | 24-те                   | 3                       | 1                       | 0                       | 2                       | 5                       | 8                       | 8                       | 6                      | 2                      | 0                      | 15                     | 6                      |                        |
| 2022            | груповий етап           | 21-ше                   | 3                       | 1                       | 1                       | 1                       | 1                       | 1                       | 8                       | 5                      | 2                      | 1                      | 12                     | 2                      |                        |
| 2026            | Н/Д                     | Н/Д                     | Н/Д                     | Н/Д                     | Н/Д                     | Н/Д                     | Н/Д                     | Н/Д                     | Н/Д                     | Н/Д                    | Н/Д                    | Н/Д                    | Н/Д                    | Н/Д                    | Н/Д                    |
| Загалом         | Груповий етап           | 6/22                    | 18                      | 3                       | 5                       | 10                      | 14                      | 26                      | 112                     | 62                     | 30                     | 20                     | 192                    | 86                     |                        |

## Кубок Африки
- 1957—1959 — не брала участі
- 1962 — третє місце
- 1963 — груповий турнір
- 1965 — друге місце
- 1968 — не пройшла кваліфікацію
- 1970—1974 — не брала участі
- 1976 — не пройшла кваліфікацію
- 1978 — четверте місце
- 1980 — відмовилася від участі
- 1982 — груповий турнір
- 1984—1992 — не пройшла кваліфікацію
- 1994 — груповий турнір
- 1996 — друге місце
- 1998 — чвертьфінал
- 2000 — четверте місце
- 2002 — груповий турнір
- 2004 — чемпіон
- 2006 — чвертьфінал
- 2008 — чвертьфінал
- 2010 — груповий турнір
- 2012 — чвертьфінал
- 2013 — груповий турнір
- 2015 — чвертьфінал
- 2017 — чвертьфінал
- 2019 — четверте місце
- 2021 — чвертьфінал
- 2023 — груповий етап

## Поточний склад
Заявка збірної для участі у чемпіонаті світу 2018 року. Вік гравців наведено на день початку змагання (14 червня 2018 року), дані про кількість матчів і голів — на дату подачі заявки (2 червня 2018 року).
| №  | Поз. | Гравець                 | Дата народження (вік)          | Ігри | Голи | Клуб                 |
| -- | ---- | ----------------------- | ------------------------------ | ---- | ---- | -------------------- |
| 1  | ВР   | Фарук Бен-Мустафа       | 1 липня 1989 (вік 28 років)    | 15   | 0    | «Аш-Шабаб» (Ер-Ріяд) |
| 16 | ВР   | Аймен Матлуті (капітан) | 14 вересня 1984 (вік 33 роки)  | 69   | 0    | «Аль-Батін»          |
| 22 | ВР   | Муез Хассен             | 5 березня 1995 (вік 23 роки)   | 3    | 0    | «Шатору»             |
|    |      |                         |                                |      |      |                      |
| 2  | ЗХ   | Сьям Бен-Юссеф          | 31 березня 1989 (вік 29 років) | 41   | 1    | «Касимпаша»          |
| 3  | ЗХ   | Йоан Беналуан           | 28 березня 1987 (вік 31 рік)   | 3    | 0    | «Лестер Сіті»        |
| 4  | ЗХ   | Яссін Меріах            | 2 липня 1993 (вік 24 роки)     | 15   | 1    | «Сфаксьєн»           |
| 5  | ЗХ   | Уссама Хаддаді          | 28 січня 1992 (вік 26 років)   | 8    | 0    | «Діжон»              |
| 6  | ЗХ   | Рамі Бедуї              | 19 січня 1990 (вік 28 років)   | 8    | 0    | «Етуаль дю Сахель»   |
| 11 | ЗХ   | Дилан Бронн             | 19 червня 1995 (вік 22 роки)   | 4    | 0    | «Гент»               |
| 12 | ЗХ   | Алі Маалул              | 1 січня 1990 (вік 28 років)    | 45   | 0    | «Аль-Аглі» (Каїр)    |
| 21 | ЗХ   | Хамді Наггез            | 28 жовтня 1992 (вік 25 років)  | 15   | 0    | «Замалек»            |
|    |      |                         |                                |      |      |                      |
| 9  | ПЗ   | Аніс Бадрі              | 18 серпня 1990 (вік 27 років)  | 6    | 2    | «Есперанс»           |
| 13 | ПЗ   | Ферджані Сассі          | 18 березня 1992 (вік 26 років) | 38   | 3    | «Ан-Наср»            |
| 14 | ПЗ   | Мохамед Амін Бен-Амор   | 1 січня 1992 (вік 26 років)    | 25   | 1    | «Аль-Аглі» (Джидда)  |
| 17 | ПЗ   | Ельє Скірі              | 10 травня 1995 (вік 23 роки)   | 4    | 0    | «Монпельє»           |
|    |      |                         |                                |      |      |                      |
| 7  | НП   | Саїф-Еддін Хауї         | 27 квітня 1995 (вік 23 роки)   | 4    | 0    | «Труа»               |
| 8  | НП   | Фахреддін Бен-Юссеф     | 21 червня 1991 (вік 26 років)  | 38   | 5    | «Аль-Іттіфак»        |
| 10 | НП   | Вагбі Хазрі             | 8 лютого 1991 (вік 27 років)   | 35   | 12   | Ренн                 |
| 15 | НП   | Ахмед Халіл             | 21 грудня 1994 (вік 23 роки)   | 3    | 0    | «Клуб Африкен»       |
| 18 | НП   | Бассем Срарфі           | 25 червня 1997 (вік 20 років)  | 4    | 0    | «Ніцца»              |
| 19 | НП   | Сабер Хеліфа            | 14 жовтня 1986 (вік 31 рік)    | 43   | 7    | «Клуб Африкен»       |
| 20 | НП   | Гайлен Шаалалі          | 28 лютого 1994 (вік 24 роки)   | 6    | 1    | «Есперанс»           |
| 23 | НП   | Наїм Сліті              | 27 липня 1992 (вік 25 років)   | 16   | 3    | «Діжон»              |